# Cladura itoi
Cladura itoi là một loài ruồi trong họ Limoniidae. Chúng phân bố ở miền Cổ bắc.